# Ludwik Kauffmann
Ludwik Kauffmann, także Ludwig Kauffmann, Kaufman lub Kaufmann (ur. 5 marca 1801 w Rzymie, zm. 12 maja 1855 w Warszawie) – austriacki rzeźbiarz, reprezentant klasycyzmu, autor m.in. pomnika Natalii z Potockich Sanguszkowej w Natolinie, syn bawarskiego rzeźbiarza Piotra Kaufmanna. Kauffmann wykonywał wiele prac architektonicznych takich jak posągi czy nagrobki. W swych pracach często nawiązywał do antyku. Projektował także kominki, płaskorzeźby, kartusze, wystroje wnętrz.

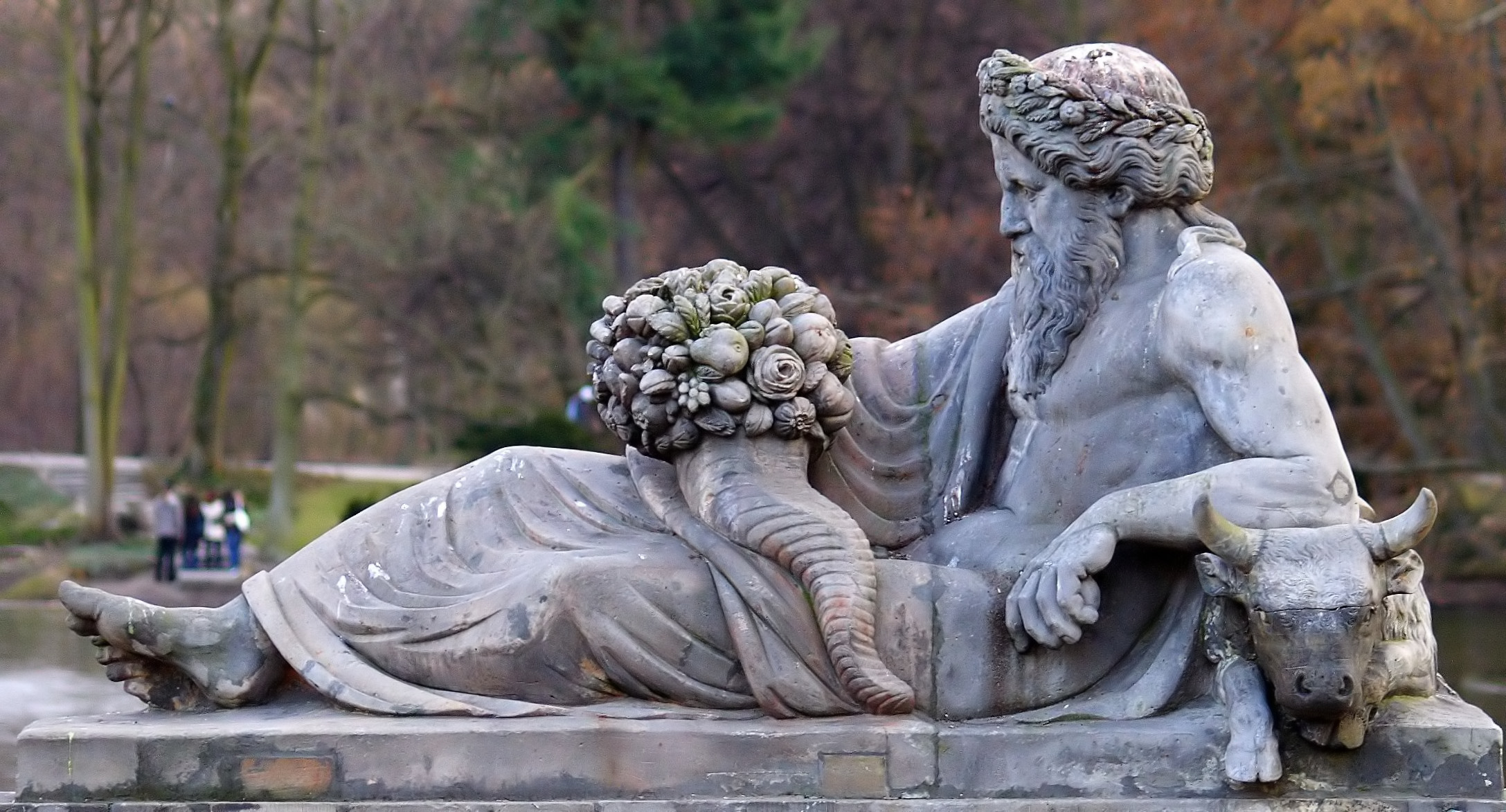
Rzeźba Ludwika Kauffmanna

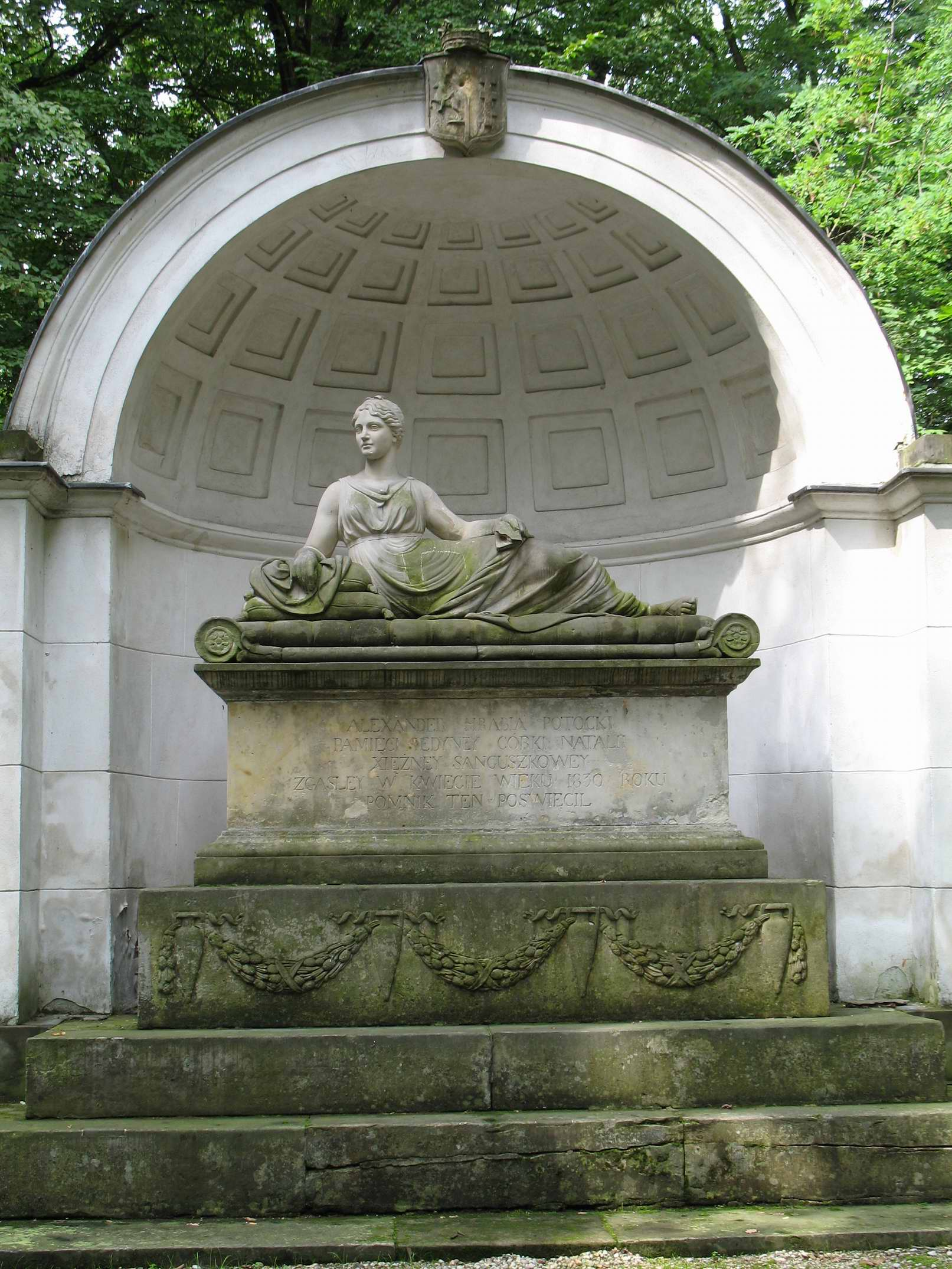
Sarkofag Natalii Sanguszkowej

## Życie i twórczość
Urodził się 5 marca 1801 w Rzymie, w rodzinie rzeźbiarza Piotra Kauffmanna. W mieście tym spędził pierwsze dwadzieścia kilka lat życia, tam też rozpoczął naukę rzeźby, początkowo w pracowni ojca, który był m.in. asystentem Berthela Thordvaldsena. Wraz z ojcem w 1817 roku przeniósł się do Weimaru, jednak już wkrótce książę Karol August Sachsen-Weimar-Eisenach ufundował dla młodego rzeźbiarza stypendium, dzięki któremu ten mógł powrócić do Rzymu. W latach 1818–1822 pobierał nauki u Antonio Canovy w rzymskiej Akademii Świętego Łukasza. Po śmierci Canovy w 1822 Kauffmann udał się do Berlina, gdzie uczył się pod okiem Christiana Daniela Raucha.
Stamtąd w 1823 generał Ludwik Pac sprowadził go do Warszawy. W warszawskim Pałacu Karasia otworzył pracownię, w której stworzył większość swoich najsłynniejszych dzieł. W Warszawie wykonał m.in. dekorację pałacu Paca przy ulicy Miodowej (obecnie siedziba Ministerstwa Zdrowia i Opieki Społecznej). Jego płaskorzeźba „Tytus Flamininus ogłaszający wolność miast greckich na igrzyskach w Koryncie” umieszczona we wnęce od strony ulicy Miodowej uchodzi za jedną z najwybitniejszych rzeźb neoklasycystycznych zrealizowanych w Warszawie. Jego autorstwa są również rzeźby wodzów rzymskich zdobiące elewację pałacu, wykonane w latach 1823–1830. Dla Paca wykonał także dekorację rzeźbiarską neogotyckiego pałacu w Dowspudzie.

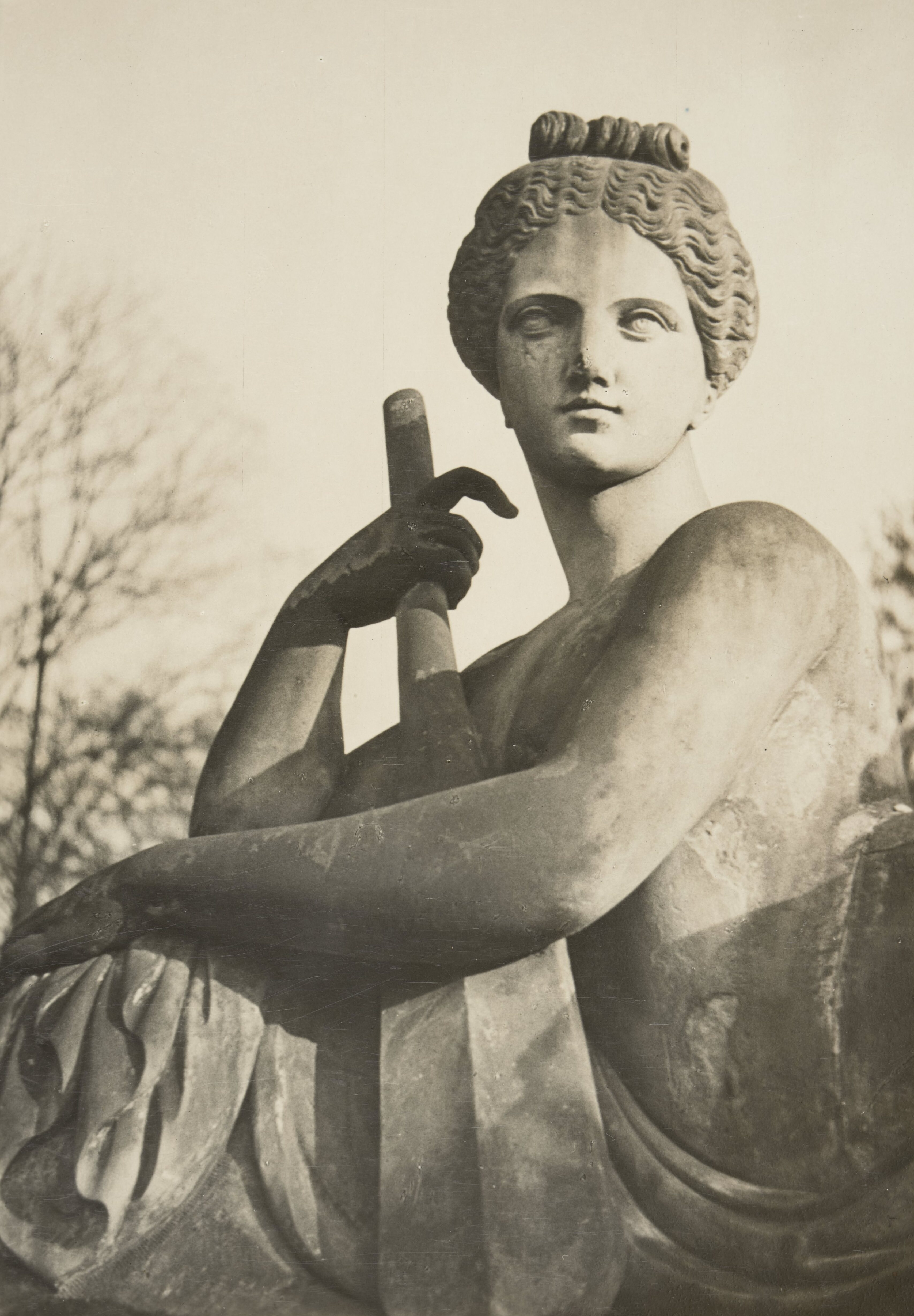
Alegoria Wisły

Jego dobroczyńca, hrabia Pac, w wyniku powstania listopadowego został zmuszony do udania się na emigrację, jednak sam Kauffmann pozostał w Warszawie. Renomę na dworze namiestnika zapewniło mu wykonanie popiersia arcyksięcia Konstantego Pawłowicza. W Muzeum Narodowym w Warszawie zachowało się także popiersie przedstawiające generała Józefa Zajączka. Do jego pracowni zaczęły napływać zamówienia od polskiej magnaterii, wkrótce też zaczął przyjmować uczniów.
W okresie po powstaniu Kauffmann stał się jednym z najbardziej płodnych i cenionych warszawskich rzeźbiarzy. Wykonał m.in. sarkofag Natalii z Potockich Sanguszkowej w Natolinie (przed 1836 rokiem), dekorację rotundy gmachu Giełdy i Banku Polskiego przy ulicy Elektoralnej (ok. 1830) i wzorowane na przedstawieniach Scypiona Afrykańskiego popiersie Jana III Sobieskiego na sarkofagu w Kaplicy Królewskiej w kościele Kapucynów. W tym czasie stworzył też cykl rzeźb i medalionów o tematyce religijnej dla katedry św. Jana.
W 1841 wraz z Henrykiem Marconim odrestaurował dziewiętnaście spośród barokowych i rokokowych rzeźb alegorycznych zdobiących Ogród Saski. Z architektem tym współpracował również przy budowie kościoła św. Karola Boromeusza, w latach 1841–1849 stworzył tam m.in. sześć rzeźb przedstawiających Ojców Kościoła (wspólnie z Pawłem Malińskim), pomniki apostołów Piotra i Pawła zdobiące główne schody, a także płaskorzeźbę na frontonie budowli. Wykonał także dekorację rzeźbiarską dla zaprojektowanego przez Marconiego pawilonu Instytutu Wód Mineralnych; jego fronton zdobiły cztery popiersia znanych warszawskich lekarzy: Augusta Wolfa, Franciszka Brandta, Józefa Czekierskiego i Józefa Jan Celińskiego.
Dzieła pochodzące z jego warsztatu zdobiły też m.in. pałace Uruskich, Zamoyskich i prymasowski w Jabłonnie. Na krótko przed śmiercią wykonał serię rzeźb zdobiących ogród w warszawskich Łazienkach, m.in. rzeźby przedstawiające personifikację Wisły i Tybru oraz popiersia Stanisława Staszica i J. Potockiego, a także rzeźbę nagrobną księgarza Zygmunta Merzbacha.

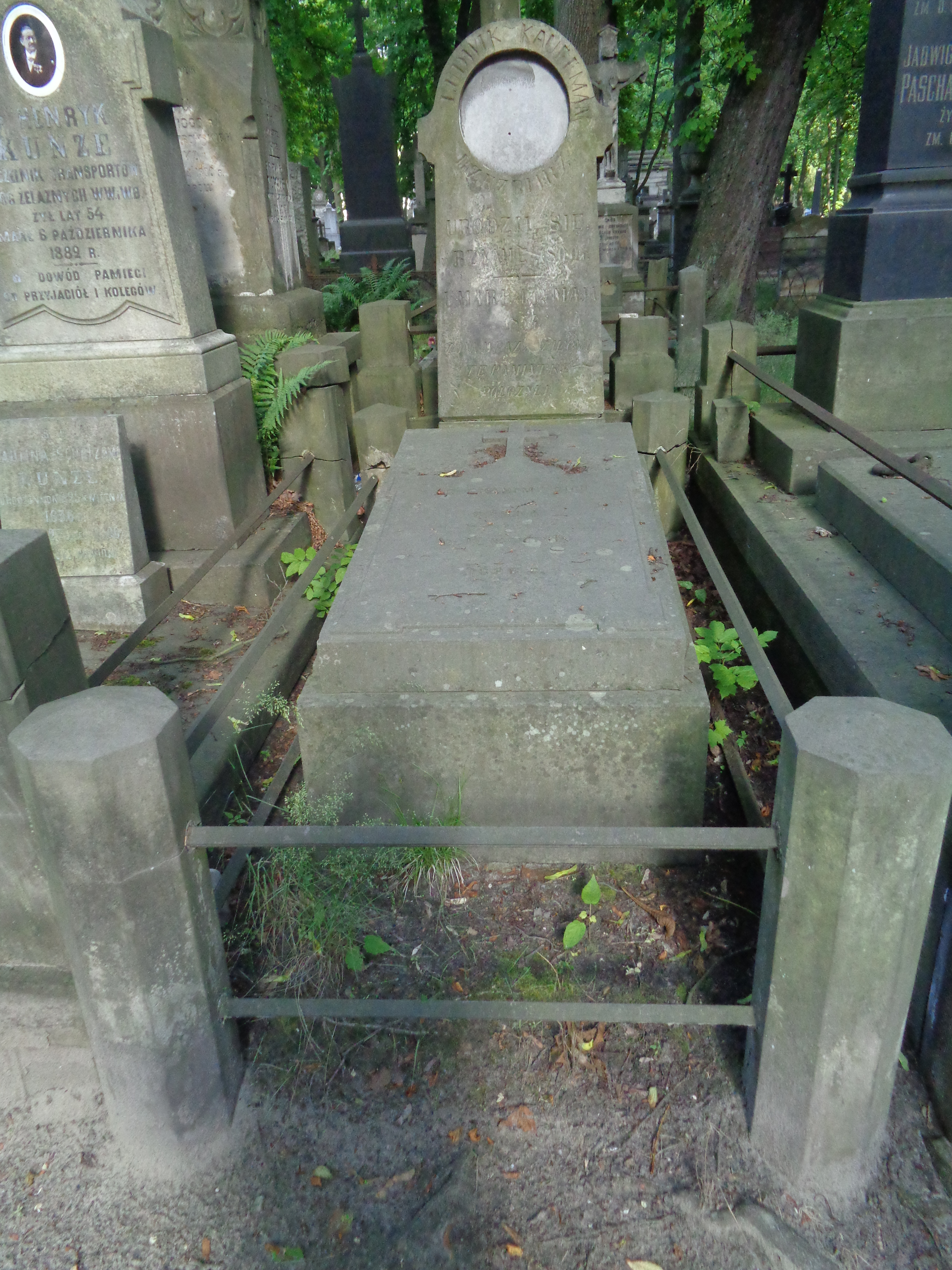
Grób Ludwika Kaufmanna na cmentarzu Powązkowskim

W 1844 poślubił Annę Headen, z pochodzenia Angielkę. Mieli razem syna (zmarł w dzieciństwie) i dwie córki. Zmarł 12 maja 1855 w Warszawie, został pochowany na cmentarzu Powązkowskim pod nagrobkiem, który zdobiło płaskorzeźbione popiersie jego autorstwa (plafon z wizerunkiem nie zachował się). Jego żona przeżyła go i zmarła w 1876 (kwatera 25-4-23).